# 軽樹村坐神社
軽樹村坐神社（かるこむらにますじんじゃ）は、奈良県橿原市にある神社である。式内大社で、旧社格は村社。

## 祭神
- 誉田別命

『五郡神社記』は彦座神と白髪王としている。この二神は『新撰姓氏録』左京皇別下に「彦座之後世孫白髪王。初彦坐命 未賜阿弥古姓。成務天皇御代賜軽地三千代。是負軽我孫姓之由也」と記載されており、古代豪族である軽氏（かるのうじ）の祖先を祀ったものとも考えられる。

## 歴史

### 概史
創始年代は不詳。『延喜式神名帳』では大社に列格し、月次・新嘗の奉幣に預ると記されている。その後は次第に衰微し、祭神も不明となり近世まで八幡宮と称していた。旧社格は村社に列した。

### 神階
- 天安3年（859年）1月27日、従五位下から従五位上（『日本三代実録』）- 表記は「軽樹村神」

## 交通アクセス
- 近鉄南大阪線橿原神宮西口駅から徒歩5分。